# マット (製錬)
マットは、乾式製錬の分野の用語で、銅やニッケル、その他のベースメタルの製錬の中間産物として生成される溶融状態の金属硫化物を指す。
典型的には、マットは目的の金属を粗金属として得る最終の工程である転炉製錬工程の一つ前における状態である。
マットは、アンチモン製錬のように、金属相から不純物を集めるためにも利用される。
溶融状態のマットは、スラグとも溶融金属とも分離する。この性質により、比重の差を利用して、溶融状態のマットとスラグ、金属を分離できる。